# جلين هنتر
جلين هنتر (بالإنجليزية: Glenn Hunter (actor))‏ (و. 1894 – 1945 م) هو ممثل، وممثل مسرحي من الولايات المتحدة الأمريكية . ولد في مدينة نيويورك .
توفي في برونكس .

## روابط خارجية
- جلين هنتر على موقع IMDb (الإنجليزية)
- جلين هنتر على موقع أول موفي (الإنجليزية)
- جلين هنتر على موقع قاعدة بيانات برودواي على الإنترنت (الإنجليزية)
- جلين هنتر على موقع قاعدة بيانات الفيلم (الإنجليزية)
- جلين هنتر على موقع كينوبويسك (الروسية)